# Musik i USA
Musik i USA präglas av att USA är ett mångkulturellt land där många musikgenrer blandats, och många skapats. Bland annat 
rock, blues, country, R&B, soul, jazz, pop, techno och hiphop. Landet är världens främsta musikexportör. USA har länge haft en stark ställning inom populärmusiken, men haft få klassiska kompositörer som nått internationellt erkännande, varav Charles Ives är en av få. Landet har dock ett av världens mest statusfyllda operahus, Metropolitan och många internationellt erkända symfoniorkestrar, till exempel Los Angeles-filharmonikerna, New York-filharmonikerna och Chicago-filharmonikerna.
Bluesen, en starkt känslomässig musikform, utvecklades på bomullsfälten ur de västafrikanska slavarnas musikkulturer. Bluesen var ursprungligen vokal men kompletterades senare med gitarrer och munspel. Det finns en rik folkmusikkultur, samt "Country & western" som är sprungen ur de många olika invandrargruppernas kulturer. Exempel på Country & Western-genrer är "bluegrass". Berömda amerikanska countryartister är bland andra Johnny Cash, Dolly Parton och Kenny Rogers. Utanför USA har countrymusikens popularitet varit ganska begränsad. Hiphop, även rapmusik, är en musikstil som växte fram i USA från slutet av 1970-talet, och slog igenom på allvar i mitten av 1990-talet. Artister som bland andra RUN DMC, 2Pac och Eminem är kända inom denna genre. Jazzen är en i början av 1900-talet vidareutveckling av bluesen. Den är företrädesvis instrumentell men senare kompletterad med sång. Rock är en samlande beteckning för en mängd musikstilar. Den ursprungliga formen är rock'n'roll från mitten av 1950-talet, som utvecklats ur bluesen. En av musikhistoriens största artister är Elvis Presley som dog 1977. Genom rockmusiken skapades en betydande ungdomskultur.
Bland 1900-talets viktigare artister och grupper från USA:s populärmusikaliska scen återfinns bland andra Elvis Presley, Chuck Berry, Bob Dylan, Jimi Hendrix, Stevie Wonder, Bruce Springsteen, Michael Jackson, Madonna, Metallica, Guns N' Roses, Nirvana och Cher.

## Kända musiker och musikgrupper i urval

### Rock, metal och punk

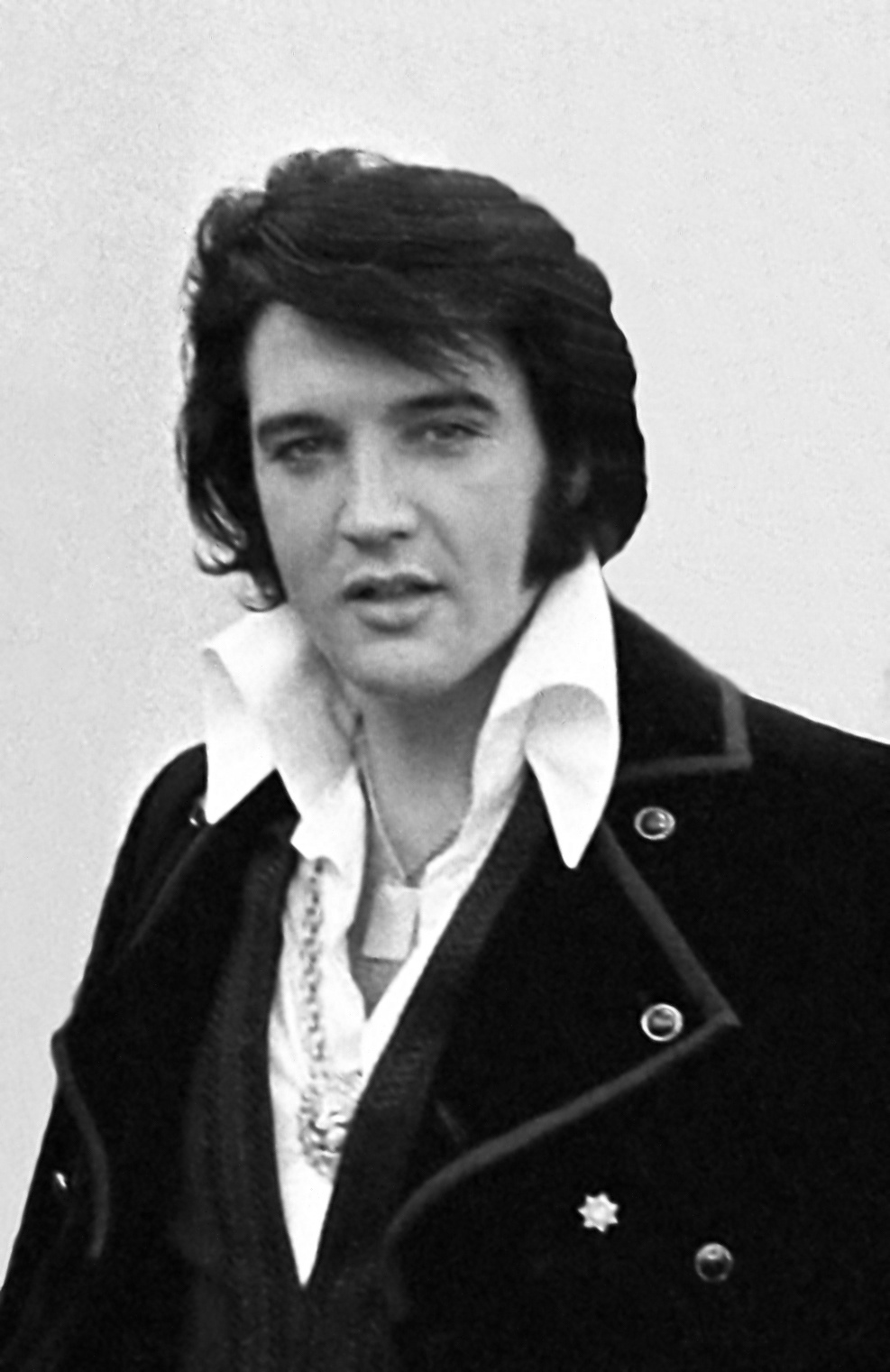
Elvis Presley

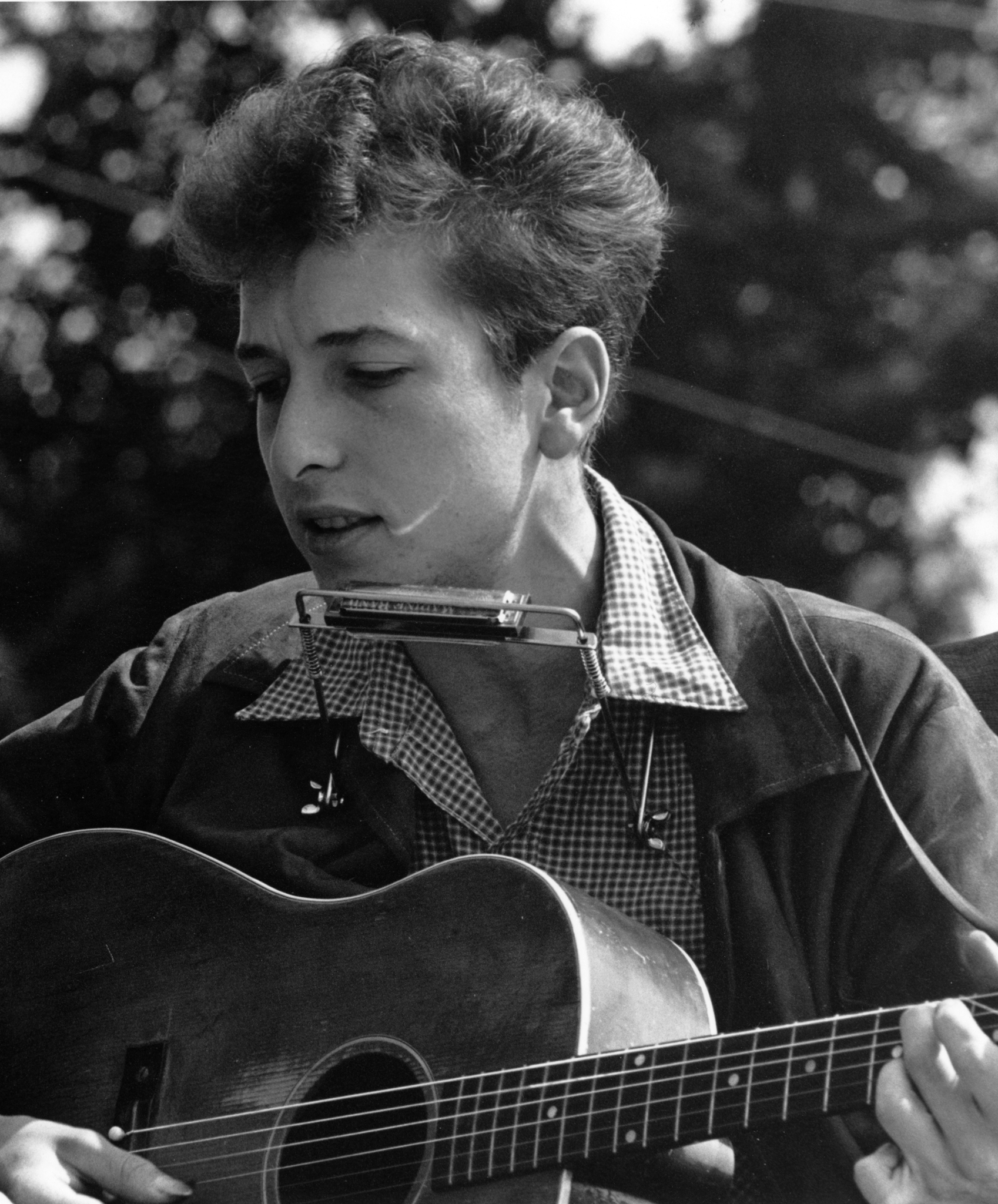
Bob Dylan

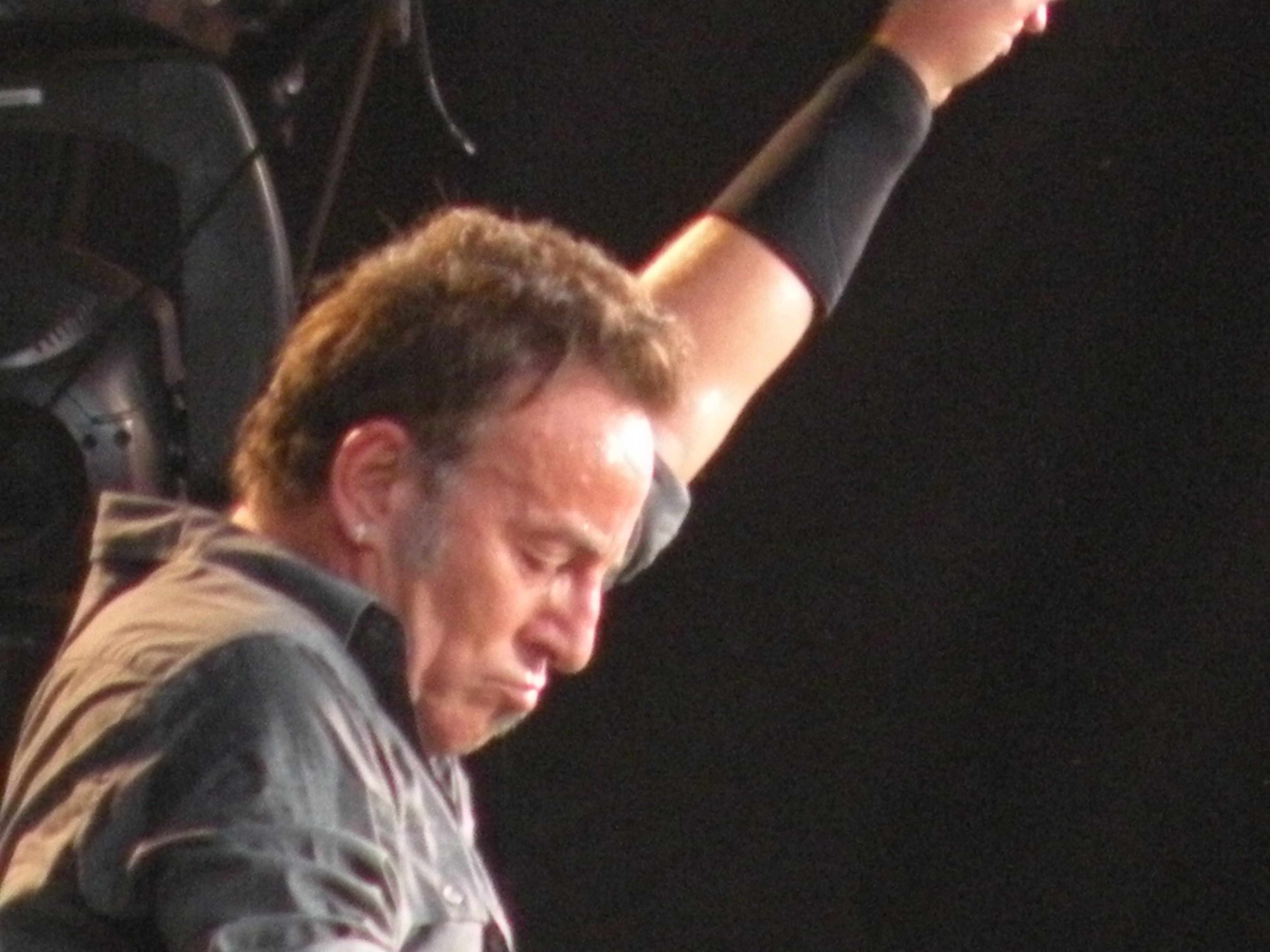
Bruce Springsteen

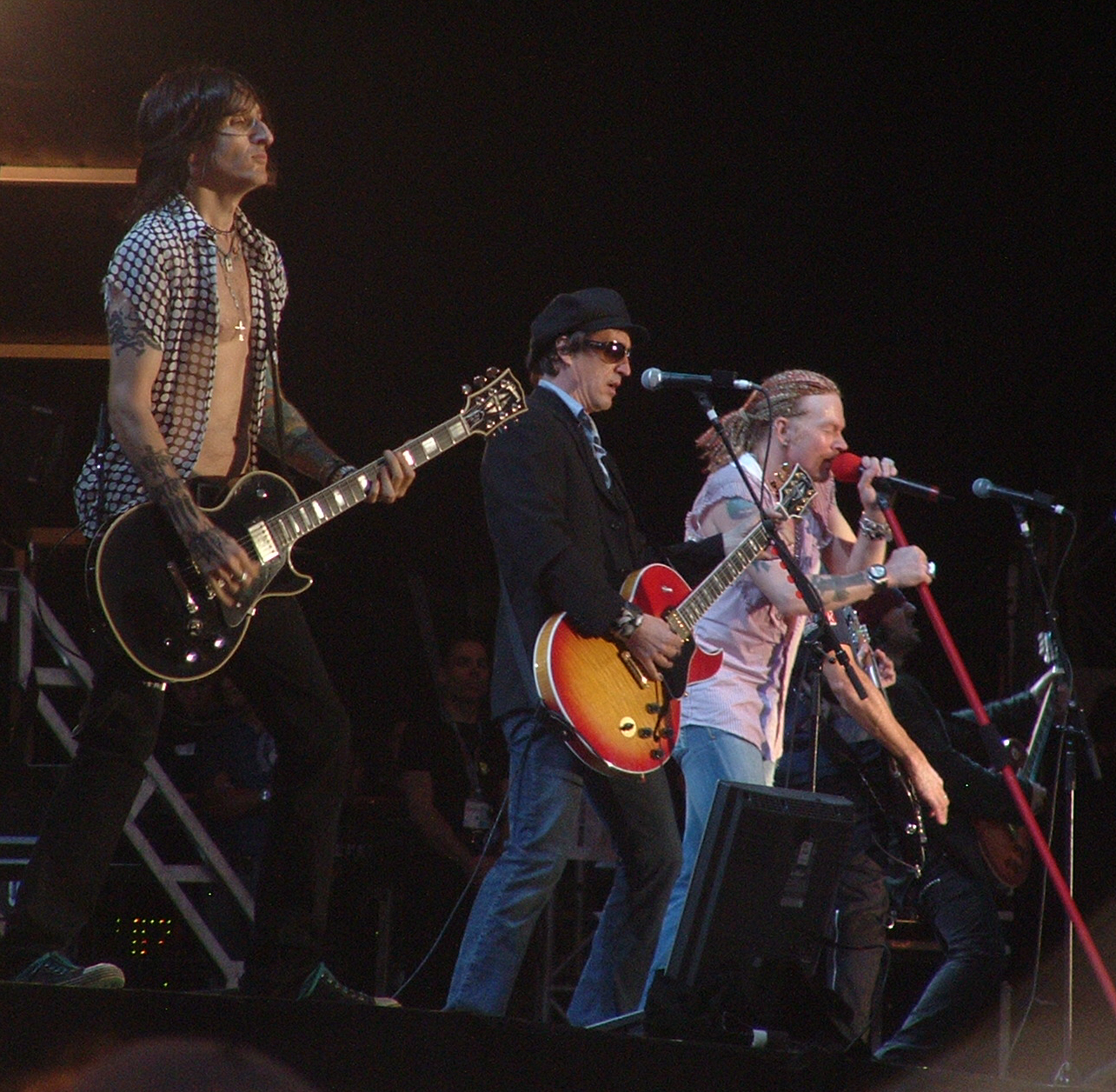
Guns N' Roses

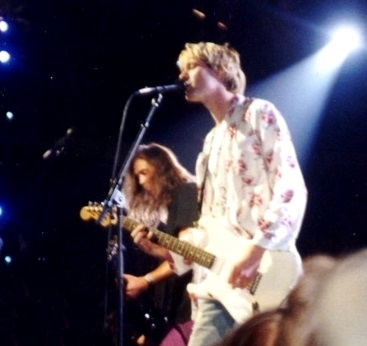
Nirvana

- Aerosmith
- Bad Brains
- The Beach Boys
- Chuck Berry
- Blink 182
- Blondie
- Bon Jovi
- Creedence Clearwater Revival
- The Doors
- Bob Dylan
- Eagles
- Green Day
- Guns N' Roses
- Jimi Hendrix
- Janis Joplin
- The Killers
- Kiss
- Metallica
- Eddie Money
- The Monkees
- Mötley Crüe
- Nirvana
- The Offspring
- Papa Roach
- Pearl Jam
- Elvis Presley
- Ramones
- Slayer
- Bruce Springsteen
- Toto
- Van Halen
- Neil Young
- Cher

### Blues
- John Lee Hooker
- Mahalia Jackson
- Robert Johnson
- B.B. King
- Muddy Waters
- Blind Willie McTell

### Country

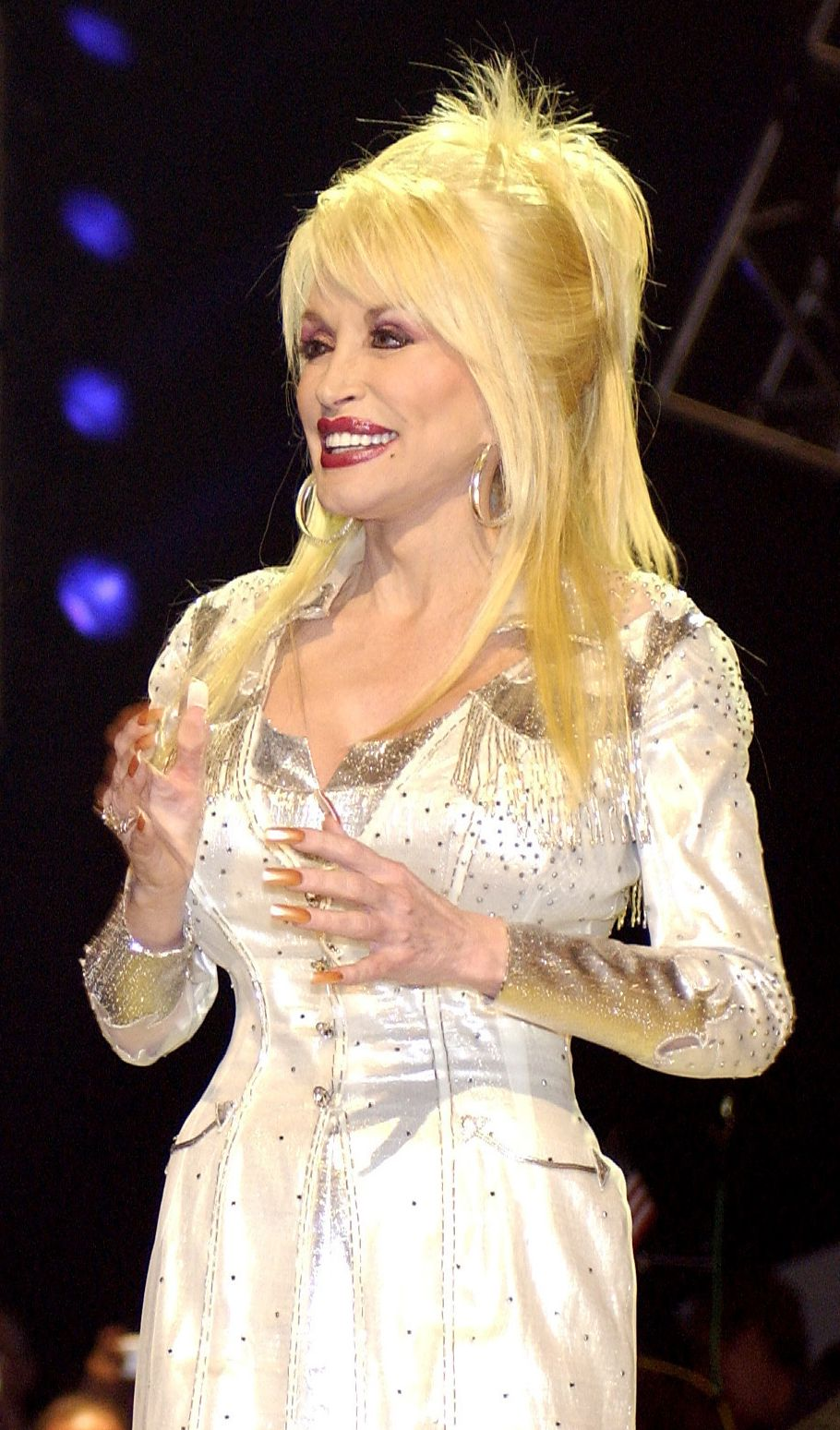
Dolly Parton.

- Garth Brooks
- Johnny Cash
- Dixie Chicks
- Merle Haggard
- Waylon Jennings
- Willie Nelson

- Dolly Parton
- Johnny Rebel
- LeAnn Rimes
- Uncle Tupelo
- Hank Williams

### R&B och soul
- Ashanti
- Chuck Berry
- Mary J. Blige
- James Brown
- Mariah Carey
- Ray Charles
- Sam Cooke
- D'Angelo
- Aretha Franklin
- Marvin Gaye
- Whitney Houston
- Michael Jackson
- Louis Jordan
- Alicia Keys
- Beyoncé Knowles
- Leona Lewis
- Prince
- R. Kelly
- Otis Redding
- Lionel Richie
- Rihanna
- Frank Sinatra
- Tina Turner
- Usher
- Luther Vandross
- Stevie Wonder

### Jazz
- Louis Armstrong
- Miles Davis
- Duke Ellington
- Dizzy Gillespie
- Earl Hines
- Charlie Parker
- Ella Fitzgerald

### Pop

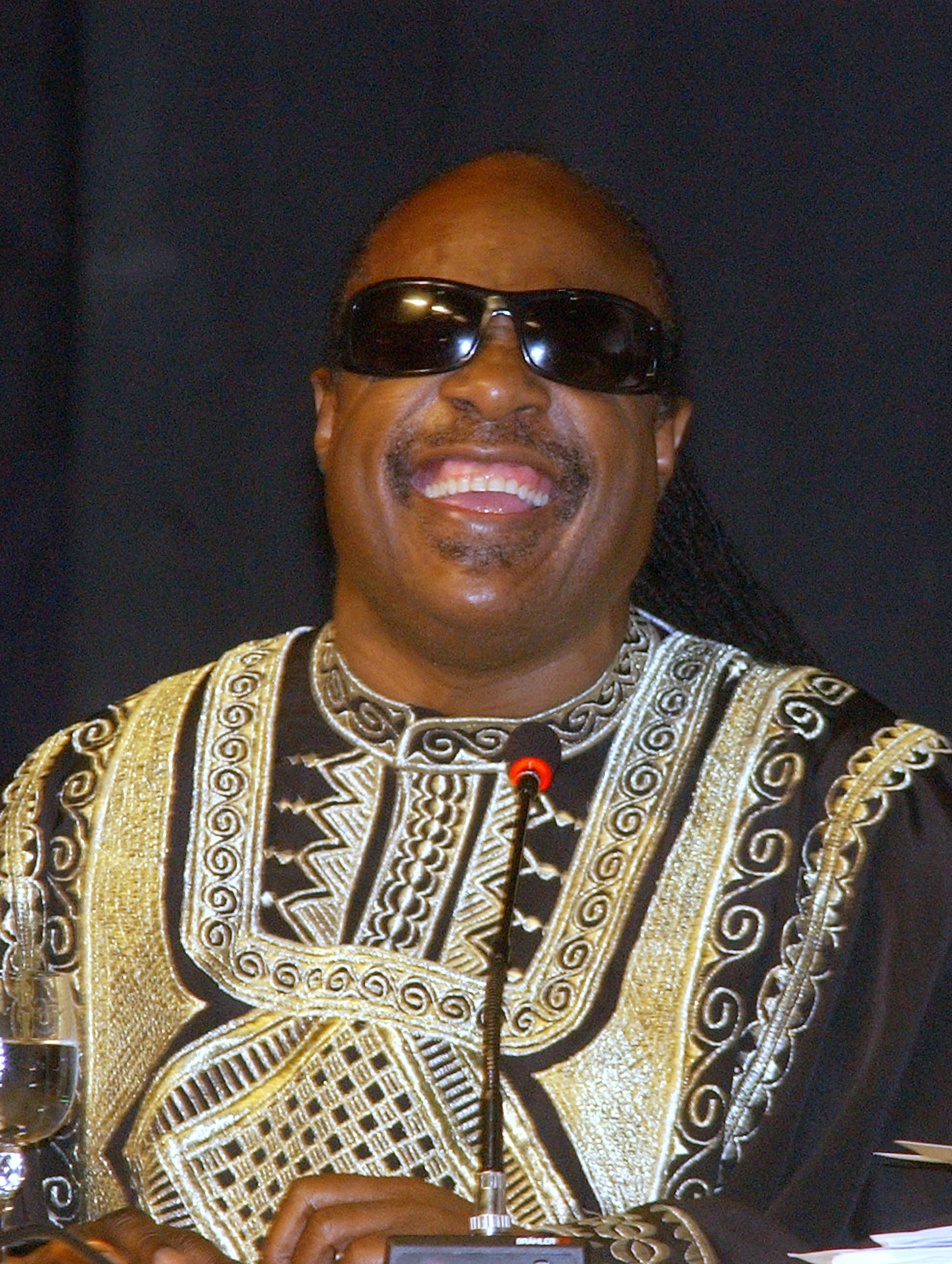
Stevie Wonder

- Cher
- Christina Aguilera
- Backstreet Boys
- Eddie Money
- Hanson
- Faith Hill
- Madonna
- Michael Jackson
- 'NSYNC
- Pink
- Britney Spears
- Gwen Stefani
- Lady Gaga
- Mariah Carey
- Billie Eilish

### Hiphop och rap

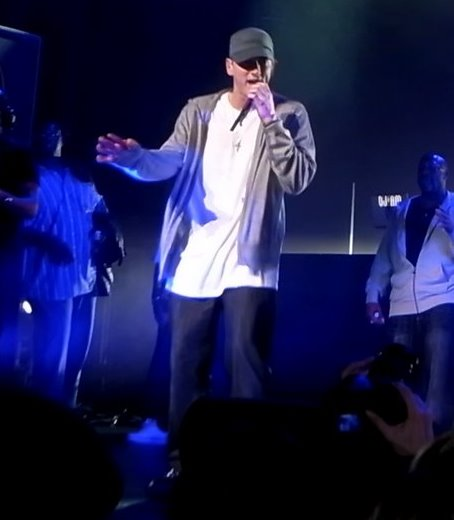
Eminem

- 50 Cent
- Black Eyed Peas
- Bone Thugs-n-Harmony
- Dr. Dre
- Eminem
- Fabolous
- Grandmaster Flash
- G-Unit
- Ice-T
- Jay-Z
- Lil Wayne
- LL Cool J
- Ludacris
- Mobb Deep
- Nas
- Nelly
- The Notorious B.I.G.
- N.W.A.
- Public Enemy
- Snoop Dogg
- Tupac Shakur
- Wu-Tang Clan